# John Warner
För andra betydelser, se John Warner (olika betydelser).
John Warner, född 18 februari 1927 i Washington, D.C., död 25 maj 2021 i Alexandria, Virginia, var en amerikansk politiker. Han var senator (republikansk) för Virginia i USA:s kongress från 2 januari 1979 fram till 3 januari 2009. 

## Biografi
Warner tjänstgjorde som underbefäl i USA:s flotta från 1945 till 1946 samt som officer i USA:s marinkår från 1950 till 1953 under Koreakriget. 1949 tog han en bachelorexamen vid Washington and Lee University följt av en juristexamen 1953 från University of Virginia. Han var USA:s marinminister från 1972 till 1974.
Warner var under sin tid som senator djupt engagerad i försvars- och underrättelsefrågor och var ordförande i senatens försvarsutskott från 3 januari 1999 till 6 juni 2001 samt från 3 januari 2003 till 3 januari 2007. Warner ställde inte upp för omval 2008. Warners omval 2002 är det senaste valet där en republikan vann en amerikansk senatsplats i Virginia.
Warner var gift med skådespelerskan Elizabeth Taylor 4 december 1976 - 7 november 1982. Han gifte sig för tredje gången med Jeanne Vander Myde den 15 december 2003. Hans första hustru Catherine Mellon är dotter till filantropen Paul Mellon och sondotter till miljardären och politikern Andrew W. Mellon.
Hans begravning hölls i Washington National Cathedral 23 juni 2021 och han gravsattes därefter på Arlington National Cemetery.

## Utmärkelser
- Kommendör av 1 klass av Brittiska imperieorden

[Redigera Wikidata]